# AutoGids
AutoGids is een Belgisch tijdschrift over auto's. Het Nederlandstalige autotestblad verschijnt een keer per maand. Het is een onderdeel van ProduPress. Het wordt uitgegeven sinds 1979. Sinds 1996 staat de website van het blad ook online en AutoGids beweert dat de website de grootste autosite in heel België is. In 2018 verscheen het 1000ste nummer van het blad. Als Franstalig zusterblad verschijnt Le Moniteur Automobile, en bij de ProduPress-groep verschijnt ook het zusterblad AutoWereld. In 2022 werd bekend dat beide Nederlandstalige magazines verder zouden gaan onder de Autogids-naam.
Elk nummer bevat De blauwe katern, waarin alle catalogusprijzen van de verschillende modellen en - in samenwerking met AutoScout24 - allerlei zoekertjes aangeboden worden. In 1988 werd Tony Verhelle hoofdredacteur. Hij bleef dit tot hij in 2020 bij zijn pensioen werd opgevolgd door Alain Devos van AutoWereld.
In september 2023 werd ProduPress verkocht aan het Luxemburgse investeringsfonds Futura Capital Fund. Eerder al had de uitgever bescherming tegen zijn schuldeisers aangevraagd bij de Brusselse ondernemingsrechtbank. Na een saneringsplan werd de redactie meer dan gehalveerd. Acht van de dertien leden van de redactie verliezen hun baan, waaronder ook een van de twee hoofdredacteuren.

## Redactie
Onder andere:
- Xavier Daffe: hoofdredacteur
- Laurent Blairon: redactiesecretaris
- Werner Van Kerckhoven: eindredacteur
- Steven Appelmans
- Klaas Janssens
- Frédéric Kevers